# Kéren-Happuc

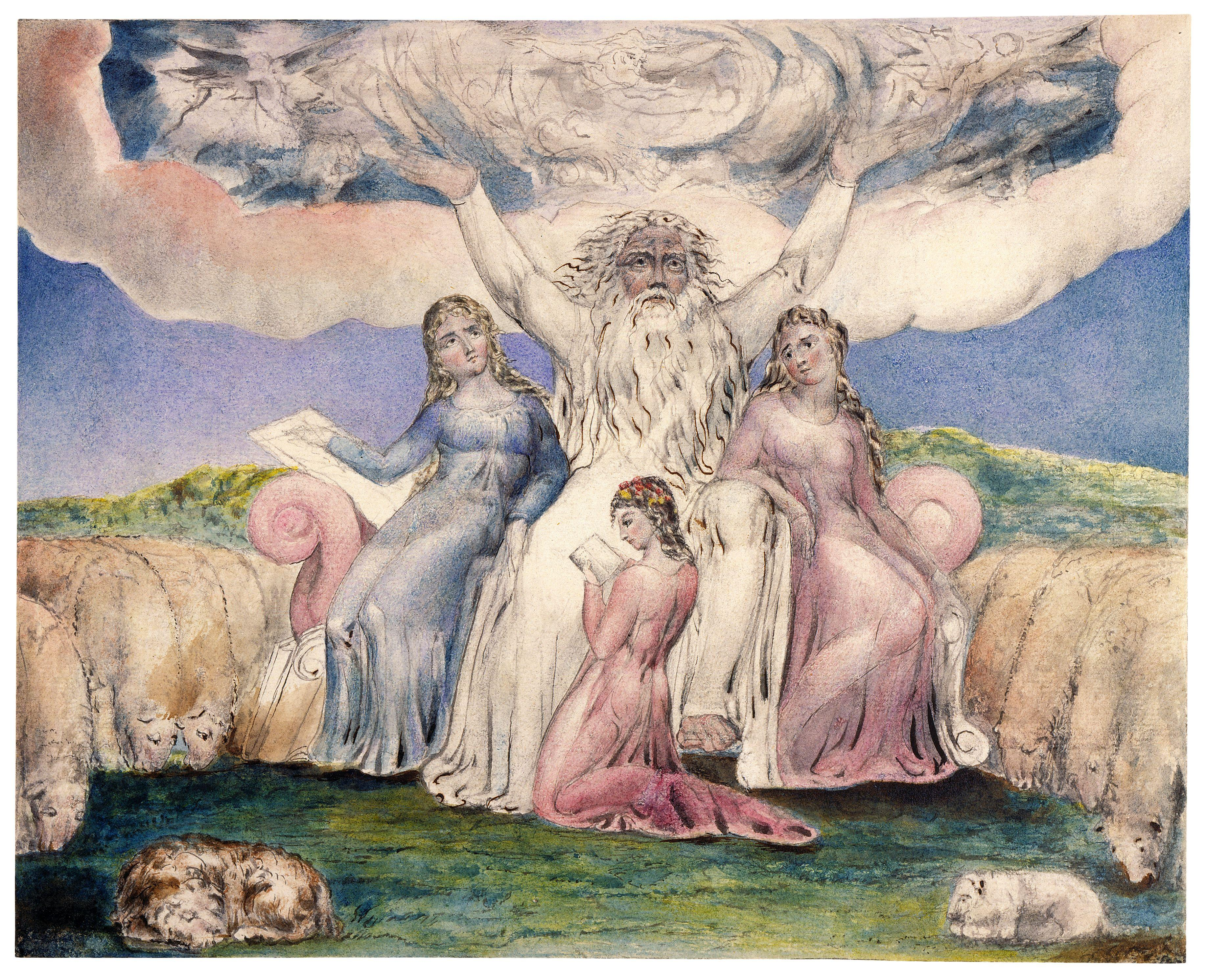
Les trois filles de Job

Kéren-Happuc (hébreu : קֶרֶן הַפּוּךְ) est la troisième et plus jeune des filles de Job.

## Biographie
Kéren-Happuc, la troisième fille de Job, lui naît après que sa grande épreuve et ses souffrances ont pris fin et que Dieu (YHWH) l’a béni. 
Peut-être ce nom évoque-t-il de beaux yeux, ou indique-t-il qu’elle était tout entière d’une grande beauté, puisqu’« on ne trouvait pas dans tout le pays d’aussi belles femmes que les filles de Job ». L’antimoine (une substance métallique d'un blanc-bleuâtre) donne un fard noir brillant qu’utilisaient les Orientales des temps bibliques pour teindre leurs cils et peut-être leurs sourcils, ou pour colorer les bords de leurs paupières, ce qui faisait paraître les yeux grands et brillants.